# 刁時
刁時又稱刁士、丟士（英語：Deuce），是指定得分類比賽一種規則，起源於網球。當對賽雙方打到距離決勝分差1分時仍然平手（網球為40–40），領先方必須取得2分差優勢才算獲勝。除網球外，軟式網球以及排球等球類運動都使用此規則；乒乓球及羽毛球的規則中雖然沒有定義此術語，但由於沒有同等詞，有時會泛指使用。
這類項目一般會有指定的得分目標，例如乒乓球一局11分、羽毛球一局21分、排球一局25分等，其中一方先達到指定得分時，如果未取得兩分領先即代表雙方比數緊湊，因此採取刁時的模式可以減少分數差距。